# Монтесори метод
Монтесори метод је оптималан начин рада са децом од рођења до 24. године. Примењује се у јаслама, вртићима, основним и средњим школама широм света. Заснива се на природним потенцијалима детета за развој, унутрашњој мотивацији, активном учењу, повезивању идеја и стицању функционалног знања. Оснивач метода је италијанска педагошкиња Марија Монтесори (1870—1952) која се са сарадницима цео живот бавила проучавањем развоја деце.

## Настанак и правила
Марија Монтесори је била прва жена у Италији која је завршила студије медицине и посветила се питањима образовања и васпитања деце. Прва Дечја кућа отворена је 1907. године у сиромашном кварту Сан Лоренцо у Риму. Посматрајући децу, дефинисала је основне законитости развоја на основу којих је развила научни метод образовања у васпитања познат као Монтесори метод. То ју је инспирисало за своје целоживотно дело — реформу образовања.
Полази од потреба малог детета. Васпитање схвата као слободу детета које може да развија своје стваралачке снаге. Прилагођава темпо могућностима деце без звоњења, типа састанака и без казни. Дала је деци слободу у пригодном простору тако да је богат активностима.
Учитељ не би требало да брани деци искуства и треба да им поклони пажњу. Учитељ ка деци гаји поштовање и труди се да са њима контактира као са одраслим особама. Нема права да манипулише са децом. Педагог даје деци слободну вољу и упоредо саветује тамо где је дете неодлучно. Постепено, дете ствара властиту одговорност.

## Монтесори метод у образовању
Монтесори метод образовања укључује природна интересовања и активности деце, а не формалне наставне методе. Монтесори учионица ставља нагласак на практично учење и развој вештина из стварног света. Наглашава независност и посматра децу као природно жељну знања и способну да започну учење у довољно подржавајућем и добро припремљеном окружењу за учење. Филозофија која лежи у основи може се посматрати као да произилази из теорије расплета. То обесхрабрује неке конвенционалне мере постигнућа, као што су оцене и тестови. 

### Правила
Монтесори образовање се заснива на моделу људског развоја. Овај образовни стил функционише поштујући два уверења: 
1. да се психолошка самоизградња код деце и одраслих у развоју одвија кроз интеракцију са околином и
2. да деца (посебно млађа од шест година) имају урођени пут психолошког развоја.

Монтесори је веровала да би деца која имају слободу избора и слободног деловања у окружењу припремљеном према њеном моделу деловала спонтано ради оптималног развоја.
Иако постоји низ пракси под називом „Монтесори“, Удружење Монтессори Интернатионале (АМИ) и Америчко Монтесори друштво (АМС) наводе ове елементе као суштинске:
- учионице мешовитих узраста: учионице за децу узраста 2 и по или од 3 до 6 година су најчешће, али 0–3, 6–9, 9–12, 12–15 и 15–18 година постоје такође,
- одабир активности ученика у оквиру прописаног распона опција,
- непрекидни блокови радног времена, идеално три сата,
- конструктивистички или „откривајући“ модел, у којем ученици уче концепте из рада са материјалима, а не путем директног упутства,
- специјализовани образовни материјали су често направљени од природних, естетских материјала као што је дрво, а не од пластике,
- промишљено припремљено окружење у којем су материјали организовани по предметним областима, доступно је деци и одговарајуће величине,
- слобода, у границама и
- обучени наставник са искуством у посматрању дечјих карактеристика, склоности, урођених талената и способности.

Монтесори образовање подразумева слободну активност у „припремљеном окружењу“, што значи образовно окружење прилагођено основним људским карактеристикама, специфичним карактеристикама деце различитог узраста и индивидуалним личностима сваког детета.
Функција средине је да помогне и омогући детету да развије самосталност у свим областима у складу са својим унутрашњим психолошким директивама. 
Поред тога што нуди приступ Монтесори материјалима који одговарају узрасту деце, окружење треба да испољава следеће карактеристике:: 263–280
- аранжман који олакшава кретање и активност,
- лепота и хармонија, чистоћа околине,
- изградња сразмерно детету и његовим потребама,
- ограничење материјала, тако да је укључен само материјал који подржава развој детета,
- ред и
- природа у учионици и ван ње.